# 대승 경전
대승 경전(大乘經典, 영어: Mahayana sutras)은 석가모니 불교 경전 가운데 대승 사상을 포함한 경전을 말한다. 대표적으로는 한국의 조계종의 소의 경전인 금강경을 비롯하여, 미륵경, 법화경, 화엄경, 지장경, 아미타경 등이 여기에 속한다. 
대승 경전은 부처님의 친설이 구전으로 내려왔다,
후대에 만들어졌다 등 대승 경전은 현재까지도 부처님의 친설이다, 아니다로 논쟁이 있으나 양측의 계속 되는 주장만 있을 뿐 밝혀진 바는 없다.

## 같이 보기
- 불경
- 수트라
- 삼장
- 산스크리트어 불경